# Galeotto Marzio

Galeotto Marzio (schwergewichtige Person in der Mitte)

Galeotto Marzio (* um 1424 in Narni; † zwischen 1494 und 1497) war ein italienischer Humanist, Historiker, Arzt und Astronom in der Renaissance.

## Leben
Marzio studierte in Padua und Ferrara Medizin, wo er mit Janus Pannonius eine lebenslange Freundschaft schloss. Auf dessen Einladung kam er 1461 nach Ungarn und wurde hier Anhänger von Janus’ Onkel, Bischof Johann Vitez. Danach unterrichtete er in Padua und Bologna und traf 1465, zusammen mit dem von einer italienischen Gesandtschaft heimkehrenden Pannonius, wieder in Ungarn ein. Hier schrieb er sein medizinisches Werk De homine. Marzio war Lehrer an der Universitas Istropolitana in Preßburg und verließ Ungarn etwa zur Zeit der Verschwörung gegen Matthias Corvinus (1471–1472), dessen erster Bibliothekar und Chronist er war.
In Venedig wurde er von der Inquisition auf Grund seines Werkes De incognitis vulgo verhaftet, aus dem man ihn 1478 dank Vermittlung Lorenzo de’ Medici und Matthias’ entließ. Marzio lag in heftigem Streit mit Francesco Filelfo und Giorgio Merula. Seine Schriften enthielten neue Gedanken, insbesondere über Astronomie, ein Gebiet, auf dem er manchmal als Vorläufer von Nikolaus Kopernikus bezeichnet wird. Unter seinen Schülern in Bologna war der spätere Bischof Miklós Báthory. Die Bibliotheca Corviniana war mit ihren über 2.500 Büchern in ganz Europa berühmt.